# Timon (Disney)
Pour les articles homonymes, voir Timon.
Timon  est un personnage de fiction apparu pour la première fois dans le long métrage d'animation de Disney Le Roi lion (1994). Le personnage apparaît dans les suites du film : Le Roi lion 2 : L'Honneur de la tribu et Le Roi lion 3 : Hakuna Matata ainsi que dans les séries animées Timon et Pumbaa (1995-1999) et La Garde du Roi lion (2016) .

## Description
Timon est un suricate (en anglais meerkat), mammifère carnivore de la famille des Mangoustes vivant dans le sud de l'Afrique. Il est d'un caractère futé, imprévisible et furtif. Il est le meilleur ami de Pumbaa, un phacochère au caractère jovial et un peu simple d'esprit, est prêt à tout mais bon à rien. Il est toujours là quand on a besoin de lui, mais il est ailleurs quand on est avec lui. D'une énergie intarissable, entraînante et optimiste, ils ont pour devise « Hakuna matata » qui signifie « sans souci ». Timon et Pumbaa sont tous deux insectivores.
Le film Le Roi lion 3 : Hakuna Matata permet de découvrir les raisons de l'exil de Timon. Une séquence décrit sa vie dans sa colonie d'origine, où il était une catastrophe ambulante. Il provoquait ainsi l'écroulement en chaîne des tunnels de leur terrier. C'est après une tentative infructueuse de se reconvertir en sentinelle (qui manque de coûter la vie à son oncle) et face à la désapprobation générale de ses semblables, qu'il quitte la colonie. Il part à la recherche d'un paradis mené par  son rêve d'un lieu merveilleux où il pourrait couler des jours heureux à l'abri des prédateurs. Peu après son départ à la nuit tombée, il rencontre son futur « associé », compagnon et ami Pumbaa.

## Interprètes
Voix originale :
- Nathan Lane dans :
  - Le Roi lion
  - Le Roi lion 2 : L'Honneur de la tribu
  - Le Roi lion 3 : Hakuna Matata
  - Timon et Pumbaa (1re voix)
- Kevin Schon dans :
  - Timon et Pumbaa (2de voix)
  - La Garde du Roi lion
- Quinton Flynn dans Timon et Pumbaa (3e voix)
- Billy Eichner dans Le Roi lion (live action)

 Voix française :
- Jean-Philippe Puymartin dans :
  - Le Roi lion
  - Le Roi lion 2 : L'Honneur de la tribu
  - Le Roi lion 3 : Hakuna Matata
  - Timon et Pumbaa (1re voix)
  - La Garde du Roi lion
- Mark Lesser dans : 
  - Timon et Pumbaa (2de voix)
  - Tous en boîte
- Jamel Debbouze dans Le Roi lion (live action)

 Voix internationales :
- Voix allemande : Ilja Richter
- Voix brésilienne : Pedro Lopes Filho et Nome Verdadeiro de Pedro de Saint Germain
- Voix danoise : Henrik Kofoed
- Voix espagnole : Alberto Mieza et Óscar Mas (chant)
- Voix finnoise : Pirkka-Pekka Petelius
- Voix hongroise : Vincze Gábor Péter
- Voix islandaise : Þórhallur Sigurðsson
- Voix italienne : Tonino Accolla
- Voix japonaise : Yūji Mitsuya
- Voix latino-américaine : Raúl Aldana et Raúl Carballeda (chant)
- Voix néerlandaise : David Verbeeck
- Voix norvégienne : Åsleik Engmark
- Voix polonaise : Krzysztof Tyniec
- Voix portugaise : André Maia
- Voix québécoise : Sébastien Ventura
- Voix roumaine : Mihai Bisericanu
- Voix suédoise : Peter Rangmar
- Voix tchèque : Tomáš Trapl
- Voix turque : Erkan Taşdöğen

## Chansons interprétées par Timon
- Hakuna Matata avec Pumbaa et Simba dans Le Roi lion.
- L'Amour brille sous les étoiles (Can You Feel the Love Tonight?) avec Pumbaa, Simba et Nala dans Le Roi lion.
- Ce que je veux (That's All I Need) dans Le Roi lion 3 : Hakuna Matata.
- Stand by Me dans Timon et Pumbaa.
- Yummy yummy yummy dans Timon et Pumbaa
- Le lion s'endort ce soir dans le Roi Lion ainsi que dans la série Timon et Pumbaa.
- N'empeste pas dans la garde du roi lion, avec Ono, Bunga et Pumbaa.
- Bunga le sage dans la garde du roi lion, avec Bunga et Pumbaa.
- Utamu, dans la garde du roi lion, avec Pumbaa.
- Hakuna Matata dans la garde du roi lion, avec Simba, Bunga, Pumbaa, Kion, Kiara, Nala et la Garde du Roi Lion
- Tujiinue dans la garde du roi lion, avec Pumbaa.